# Sayidat-al-Nejat-Kathedrale
Koordinaten: 33° 18′ 25″ N, 44° 25′ 33″ O

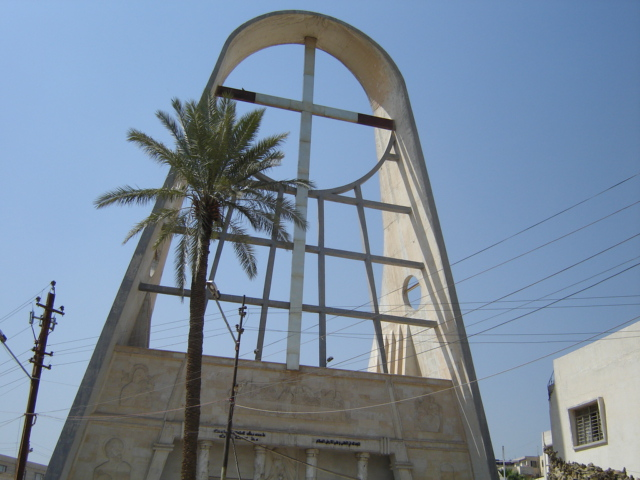
Die Kathedrale (2010)

Die Sayidat-al-Nejat Kathedrale (arabisch كاتدرائية سيدة النجاة), deutsch die Kathedrale Unserer Lieben Frau der Erlösung ist die Kathedrale der Syrisch-katholischen Kirche in Bagdad. Sie liegt in dem Stadtteil Karrada und ist eine der größten Kirchen in Bagdad.

## Standort
Die syrisch-katholische Sayidat-al-Nejat-Kathedrale steht im Stadtteil Karrada (al-Karadah al-Sharquiya oder Arkhetah) auf 39 m Meereshöhe etwa 600 m östlich vom Ufer des Tigris, rund 600 m nördlich der chaldäischen Kathedrale St. Josef und wenige hundert Meter vom Nationaltheater entfernt.

## Geschichte
Die Anwesenheit syrisch-katholischer Gläubiger ist seit dem 19. Jahrhundert belegt, doch ein Gemeindeleben entwickelte sich erst in der Zeit nach dem Ersten Weltkrieg, als syrisch-katholische Flüchtlinge wegen des Völkermordes an den syrischen Christen in Bagdad eintrafen. Weitere Gläubige gelangten in Irak durch Binnenmigration nach Bagdad. 1942 wurde eine erste syrisch-katholische Pfarrei im christlichen Viertel Agd-al-Nasara eröffnet, die regelmäßig vom syrisch-katholischen Bischof von Mossul besucht wurde.
Eine erste syrisch-katholische Kirche Unserer Lieben Frau der Erlösung von eher bescheidener Größe wurde in Bagdad 1952 erbaut. Am 17. März 1968 wurde die heutige Kathedrale nach dreijähriger Bauzeit durch den Bischof Athanase Jean Daniel Bakose eingeweiht. Das Gebäude wurde vom polnischen Architekten Kafka im modernen Baustil entworfen und nach Plänen des Ingenieurbüros Romaya unter Leitung der beiden irakischen Geschäftsleuten Victor Tabouni und Adnan Sajid verwirklicht.
Am 31. Oktober 2010 wurden bei dem Anschlag auf die Sayidat-al-Nejat-Kathedrale in Bagdad 2010 die in der Kirche Anwesenden als Geiseln genommen und 68 Menschen – neben den 47 durch gezielte Schüsse liquidierten Gläubigen in der Kirche, unter ihnen die zwei Priester Taher al-Qasboutros und Wassim Sabih, unter anderem auch sieben Polizisten sowie acht Mitglieder der Mörderbande – getötet sowie 60 verletzt. Es ist jedoch nicht einmal bekannt, ob einige der Verbrecher im Chaos entkommen konnten. Nach der Bluttat wurde die Kirche renoviert und ein Denkmal für die Ermordeten errichtet. Die beiden ermordeten Priester sind in der Krypta der Kirche begraben, wo auch andere syrisch-katholische Priester beerdigt sind. Das Verbrechen in der Kirche führte zu einem Massenexodus. Vor dem Irakkrieg besuchten etwa 5000 Familien regelmäßig die Sayidat-al-Najat-Kathedrale, während etwa 7000 Familien zur syrisch-katholischen Mar-Benham-Kirche und etwa 2000 zur syrisch-katholischen Mar Youssif-Kirche (St. Josef) kamen. Im Jahre 2018 wurde keine der drei syrisch-katholischen Kirchen Bagdads von mehr als 1000 Familien regelmäßig besucht.

## Architektur und Ausstattung
Die im modernen Stil gebaute Kathedrale sieht aus wie ein Boot, und am Haupteingang auf der Ostseite steht ein Kreuz innerhalb eines Bogens. Am westlichen Ende des Gebäudes ist eine Kuppel, und auch der Altar befindet sich dort. Das Kirchengebäude soll für die Symbolik des Evangeliums stehen: Die Kathedrale Unserer Lieben Frau der Erlösung repräsentiert das Boot, das die Gläubigen hält, so wie auch das Boot Jesus mit seinen Jüngern trug.

## Einrichtungen
Der Kirche angeschlossen ist eine Primarschule, die Ephraim-Schule.

## Bistum und Bischof
Die Syrische Sayidat-al-Nejat-Kathedrale Sitz der am 28. September 1862 errichteten syrisch-katholischen Erzeparchie Bagdad (Archieparchia Babylonensis Syrorum). Sie umfasst im Jahr 2017 etwa 3000 Gläubige in 3 Parochien mit 3 Priestern. Im Jahre 2006 waren es noch etwa 22.000 Gläubige in 4 Parochien mit 6 Priestern gewesen. Seit dem 1. März 2011 ist der am 18. Juni 1951 in Irak geborene Yousif Abba Bagdader Erzbischof.